# 소케이센

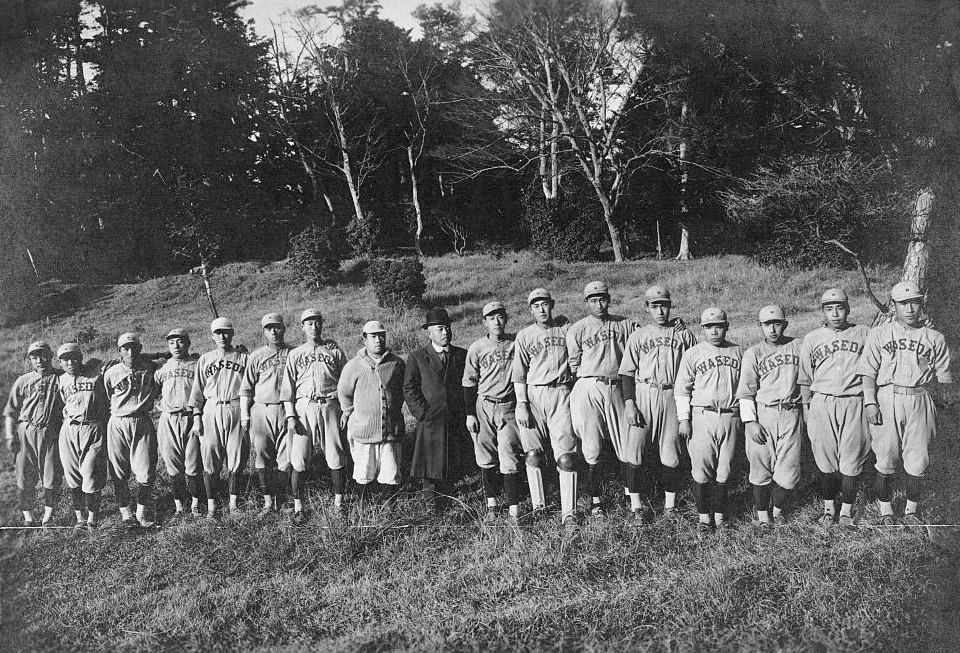
와세다 대학 야구팀 1911

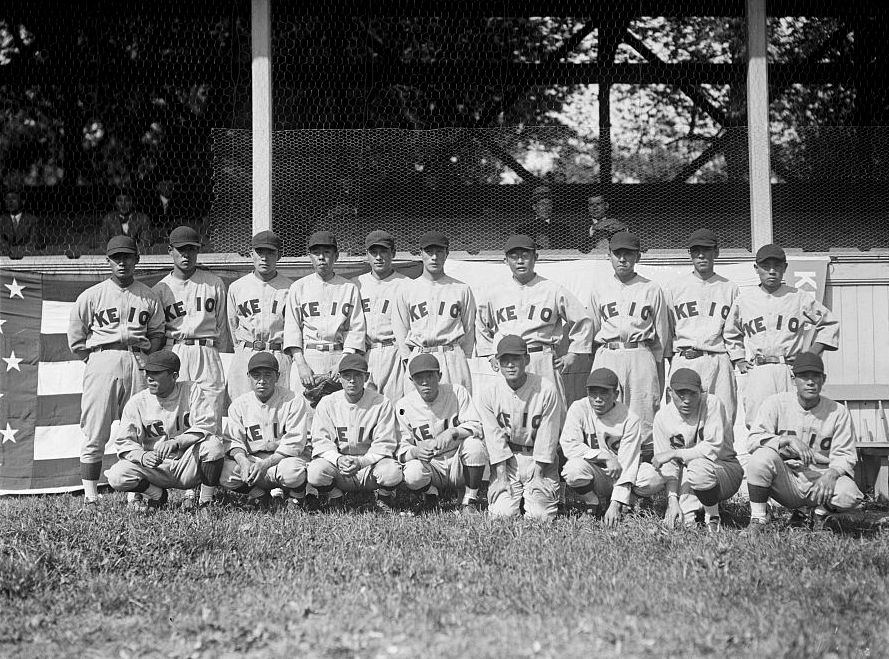
게이오 대학 야구 팀 1928–1929

소케이센(早慶戦) 또는 와세다-게이오전은 일본 도쿄에 위치한 명문 사학인 와세다 대학과 게이오기주쿠 대학 간의 정기전이다. 게이오 대학에서는 게이소센이라고도 한다. 두 대학 간의 라이벌 관계는 메이지 시대 (1868-1912) 일본에 야구가 도입된 때로 거슬러 올라간다. 고려대학교와 연세대학교의 정기전인 연고전의 원조가 와세다와 게이오의 소케이센이다.

## 같이 보기
- 고려대학교-연세대학교 정기전